# マーヴルスーパーヒーローズ ウォーオブザジェム
『マーヴルスーパーヒーローズ ウォーオブザジェム』 (Marvel Super Heroes: War of the Gems) は、1996年10月18日に日本のカプコンから発売されたスーパーファミコン用の横スクロールアクションゲーム。
マーベル・コミックに登場するキャラクター達を操作し、インフィニティ・ジェムと呼ばれる6つの宝石を回収して世界を救出する事を目的としている。前年に同社からアーケードゲームとして稼動された対戦型格闘ゲーム『マーヴル・スーパーヒーローズ』（1995年）とは異なるゲームシステムとなっている。
開発はカプコンが行い、音楽はファミリーコンピュータ用ソフト『暴れん坊天狗』（1990年）を手掛けた大久保高嶺およびスーパーファミコン用ソフト『ファイナルファイト タフ』（1995年）を手掛けた北嶋克成が担当している。

## ゲーム内容
アメリカンコミックス出版社であるマーベル・コミックのスーパーヒーローが登場するキャラクターゲーム。前年に稼動された対戦型格闘ゲームとはまったく別の内容であり、『ロックマンシリーズ』と同様のテクニカルな横スクロールアクションゲームとなった。
ただし、ゲームストーリーは格闘ゲーム版と同じ原作『インフィニティ・ガントレット』（1991年）が元になっており、地球の各地に散らばった神秘のパワーを秘めた宝石「インフィニティ・ジェム」を6つ全部回収し、地球と宇宙の平和を守るのが目的である。さらに、本作では原作の続編である『インフィニティ・ウォー』の要素（ヒーローのドッペルゲンガーとメイガスの登場）も盛り込まれている。

## 登場キャラクター
プレイヤーキャラクターはステージ開始時に5人の中から選択する。敵として登場するキャラクターのほとんどは、スーパーヒーローの悪の分身であるドッペルゲンガー（本物とは色が違う）であり、一部のプレイヤーキャラクターのドッペルゲンガーもプレイ中に登場する。
プレイヤーキャラクター
- スパイダーマン
- キャプテン・アメリカ
- アイアンマン
- ハルク
- ウルヴァリン

サポートキャラクター
- アダム・ウォーロック
- ドクター・ストレンジ

スーパーヒーローのドッペルゲンガー
- パック
- ウルヴァリン
- ハルク
- アイアンマン
- デアデビル
- ヴィジョン
- シーハルク
- ホークアイ
- シルバーサーファー
- サスカッチ
- ザ・シング

ヴィラン
- ドームボット
- ドクター・ドゥーム
- メイガス
- ブラックハート
- ネビュラ
- サノス

## 評価
ゲーム誌『ファミ通』の「クロスレビュー」では合計17点（満40点）、『ファミリーコンピュータMagazine』の読者投票による「ゲーム通信簿」での評価は以下の通り、20.3点（満30点）となっている。
| 項目 | キャラクタ | 音楽 | お買い得度 | 操作性 | 熱中度 | オリジナリティ | 総合 |
| 得点 | 3.5        | 3.3  | 3.1        | 3.6    | 3.6    | 3.3            | 20.3 |